# Ernest Scared Stupid
Ernest Scared Stupid (Ernest: O Bobo e a Fera no Brasil) é um filme de comédia de terror produzido nos Estados Unidos em 1991, dirigido por John R. Cherry III e estrelado por Jim Varney como Ernest P. Worrell.
Foi filmado em Nashville, Tennessee, assim como os filmes anteriores do personagem.
Devido à seu modesto rendimento de US$ 14,143,280 nas  bilheterias do Estados Unidos, a Disney decidiu não estender seu contrato de quatro anos com Varney e Cherry, tornando este o quarto e último filme de Ernest a ser lançado pela Touchstone Pictures. Todos os futuros filmes de Ernest foram produzidos independentemente e, após o fracasso financeiro de Ernest Rides Again, os filmes do personagem passaram a serem lançados diretamente em vídeo.
Os créditos de abertura do filme apresentam uma montagem de clipes de vários filmes de horror e ficção científica, incluindo Nosferatu, Eine Symphonie des Grauens (1922), White Zombie (1932), Phantom from Space (1953), The Brain from Planet Arous (1957), The Screaming Skull (1958), Missile to the Moon (1958), The Hideous Sun Demon (1958), The Giant Gila Monster (1959), The Killer Shrews (1959), Battle Beyond the Sun (1959), e a The Little Shop of Horrors (1960).

## Enredo
Trantor é um troll demoníaco que transforma crianças em bonecos de madeira para se alimentar de energia em Briarville, Missouri, no final do século XIX. Ele é capturado pelos habitantes da cidade e preso sob um carvalho pelo ancestral de Ernest, o ancião Phineas Worrell. 
Por vingança, Trantor amaldiçoa a família Worrell, afirmando que ele só pode ser libertado na noite anterior ao Halloween e pelas mãos de um Worrell. Como parte da maldição, toda geração de Worrells ficará "mais burra e mais burra", até que o membro mais idiota da família seja tolo o suficiente para libertá-lo de sua prisão terrestre. 
Cem anos depois, Ernest, um atrapalhado funcionário do saneamento, tenta ajudar as crianças Kenny Binder, Elizabeth e Joey no Halloween e acaba acidentalmente libertando Trantor e outros demônios, apesar dos avisos da mítica e misteriosa "Velha Senhora Hackmore". Ao descobrir que só o amor incondicional, ou seja, um coração de criança como o seu pode deter Trantor, Ernest decide se tornar um caçador de Trolls, contando com a ajuda de seus amigos e de seu cão Rimshot.

## Elenco
- Jim Varney - Ernest P. Worrell / Bunny Worrell / Phineas Worrell / Tia Nelda
- Eartha Kitt - Francis "Velha Senhora" Hackmore
- Austin Nagler - Kenny Binder
- Shay Astar - Elizabeth
- Alec Klapper - Joey
- John Cadenhead - Tom Tulip
- Bill Byrge - Bobby Tulip
- Richard Woolf - Matt Murdock
- Nick Victory - Mike Murdock
- Jonas Moscartolo - Trantor
- Ernie Fosselius - Trantor (voz)
- Daniel Butler - Xerife Cliff Binder
- Esther Huston - Amanda Binder
- Larry Black - Prefeito Murdock
- Denice Hicks - Mãe da Elizabeth
- Jackie Welch - Professora

## Recepção
Atualmente, o filme detém 17% no Rotten Tomatoes. O blog de terror A Boos/Booze Situation o comparou ao filme Hocus Pocus, que também recebeu uma exibição ruim nas bilheterias, mas foi cimentado como um clássico cult. Além disso, o blog elogiou a cena em que uma garota descobre o troll em sua cama, alegando que ele tem uma forte reputação de jovens espectadores aterrorizantes.

## Lançamento
O filme teve seu primeiro lançamento para DVD em 3 de setembro de 2002, pela Walt Disney Studios Home Entertainment. A Mill Creek Entertainment o relançou em DVD em 18 de janeiro de 2011, como parte do conjunto de dois discos "Ernest Triple Feature", juntamente com Ernest Goes to Camp e Ernest Goes to Jail. Seu terceiro relançamento foi em 10 de maio de 2011 como um filme individual.